# УСТ Тризуб (Роттенбург)
УСТ «Тризуб» (Українське Спортове Товариство «Тризуб») — українське спортивне товариство з німецького містечка Ротенбург-на-Таубері.

## Історія
19 травня 1946 року ініціативна група на чолі з Ярославом Бернардином заснувала товариство. Головами були: д-р Бернардин, в 1947 р. — Осип Ткачук, в 1948 р. — Роман Завицький.
Товариство провадило такі секції:
- шахів — два внутрішні турніри і три змагання з чужинцями,
- волейбол чоловіків — 26 змагань,
- легкої атлетики — 1 біг навпростець, першість в обласному бігу навпростець в 1947 р., 3-є місце в зональному бігу навпростець, в 1947 р. (В. Сеньків), участь в Обласнім Дні Спортовця в 1947 р., на якім Р. Завицький зайняв 1-е м. — ВФВ здобуло 11 членів.
- футбол — розіграли 42 матчі, в тім в обласній лізі 24 і з чужинцями 6. Як віце-чемпіон області в 1947 р. змагалася ланка безуспішно за вступ до вищого дивізіону,
- настільний теніс — 15 змагань, в тім: на міждіпівському турнірі за першість Роттенбургу М. Левицький, В. Коблянський і С. Бернардин зайняли три перші місця — першість області в 1948 р. і участь в зональних індивідуальних турнірах в 1947 р. і в 1948 р. (Бернардин—Лукасевич в жіночих парних іграх здобули 2-е місце, у змішаних — також 2-е місце).

У травні 1947 року відбувся триденний курс для кандидатів на футбольних суддів, який закінчило 9 членів. Всіх членів товариство налічувало 90 (у містечку проживало 250 українців).